# Lena Johansson (längdhoppare)
Lena Johansson, född 27 maj 1953, är en svensk före detta friidrottare (längdhoppare). Hon tävlade för IFK Luleå.
1979 tog hon EM-brons inomhus i längdhopp med ett hopp på 6,27 i Wien.